# Eduardo Adelino da Silva
Eduardo Adelino da Silva (*Río de Janeiro, Brasil, 13 de octubre de 1979) es un exfutbolista brasileño. Jugaba de delantero y su último equipo fue el Brasil de Farroupilha de Brasil.

## Clubes
| Club                  | País           | Año       |
| --------------------- | -------------- | --------- |
| CR Vasco da Gama      | Brasil         | 2000      |
| Charleroi SC          | Bélgica        | 2000-2003 |
| Toulouse FC           | Francia        | 2003-2005 |
| FC Basel              | Suiza          | 2005-2009 |
| San Jose Earthquakes  | Estados Unidos | 2010      |
| Brasil de Farroupilha | Brasil         | 2011      |

## Palmarés

### Campeonatos nacionales
| Título             | Club             | País    | Año  |
| ------------------ | ---------------- | ------- | ---- |
| Taça Río           | CR Vasco da Gama | Brasil  | 1999 |
| Taça Guanabara     | CR Vasco da Gama | Brasil  | 2000 |
| Brasilerão         | CR Vasco da Gama | Brasil  | 2000 |
| Ligue 2            | FC Toulouse      | Francia | 2002 |
| Superliga de Suiza | FC Basel         | Suiza   | 2005 |
| Copa de Suiza      | FC Basel         | Suiza   | 2007 |
| Superliga de Suiza | FC Basel         | Suiza   | 2008 |
| Copa de Suiza      | FC Basel         | Suiza   | 2008 |

### Copas internacionales
| Título        | Club             | País   | Año  |
| ------------- | ---------------- | ------ | ---- |
| Copa Mercosur | CR Vasco da Gama | Brasil | 2000 |